# Strada Corsara
Lo Strada Corsara è stato un Ro-Ro, operativo per la compagnia di navigazione italiana Strade Blu dal 2001 al 2012 e di proprietà della Corsica Ferries - Sardinia Ferries dal 2008 al 2012.

## Servizio
Varata nel 1979 con il nome di Indus per la compagnia svedese OT-Rederiet Skarhamn viene subito noleggiata alla filiale africana OT Africa Line e ribattezzata Linné.
Nel 1982 torna alla OT-Rederiet Skarhamn e mantiene lo stesso nome e armatore fino al 1985, quando viene acquistata dalla Linda Shipping S.A. e rinominata Belinda, passando poi in noleggio alla DFDS Transport fino al 1987. 
Nel 1988 viene prima noleggiata alla Tor Line e successivamente alla Olau Line. 
Ad inizio 1989 viene venduta alla danese Dannebrog Rederi A/S, issando bandiera danese e cambiando nome in Nordborg.
Pochi mesi dopo passa in noleggio alla CLDN Roro & Cobelfret Ferries fino al 1990 e di nuovo per qualche mese alla tedesca Kent Line. 
Nel 1990 riprende regolarmente il servizio per la Dannebrog Rederi A/S fino al 1993, quando viene di nuovo noleggiata alla CLDN Roro & Cobelfret Ferries fino all'anno successivo, quando, una volta tornata dal noleggio, viene ceduta alla DFDS A/S e ribattezzata Dana Hafnia, e venendo girata subito in noleggio alla Tor Line fino al 1996. 
Nel 1996 viene noleggiata per un breve periodo alla P&O European Ferries.  
Torna in servizio per la DFDS Transport fino al 1998, quando viene noleggiata per la terza volta alla CLDN Roro & Cobelfret Ferries per un anno.  
Nel 1999 torna di nuovo alla DFDS, divenuta DFDS Tor Line dopo l'unione con la Tor Line.  
Pochi mesi dopo viene noleggiata alla Arhus-Kalundborg Linien A/S e ribattezzata Kattegat Syd. Nel 2000 fa ritorno alla DFDS e riprende il vecchio nome.
Da metà 2000 al 2001 viene noleggiata alla Bornholmstrafikken.
Al ritorno in flotta DFDS Tor Line viene rinominata Tor Hafnia.
Alla fine del 2001 viene ceduta all'italiana Strade Blu, che la ribattezza Strada Corsara e la immette nei collegamenti merci tra i porti di Vado Ligure, Genova, Termini Imerese e la Sardegna.
Nel 2008, con il rilevamento di Strade Blu da parte del gruppo Forship S.p.A, passa alla Corsica Ferries - Sardinia Ferries.
Nel 2012 viene venduta per la demolizione, issando bandiera di Saint Kitts e Nevis e venendo ribattezzata Indus per l'ultimo viaggio verso Alang, dov'è stata spiaggiata.

## Navi gemelle
- Faina
- Magi